# If You're Reading This It's Too Late
If You're Reading This It's Too Late è il sesto mixtape del rapper canadese Drake, pubblicato nel febbraio 2015.

## Tracce
1. Legend – 4:01
2. Energy – 3:01
3. 10 Bands – 2:57
4. Know Yourself – 4:35
5. No Tellin' – 5:10
6. Madonna – 4:08
7. 6 God – 3:00
8. Star67 – 4:55
9. Preach (featuring PartyNextDoor) – 3:56
10. Wednesday Night Interlude (featuring PartyNextDoor) – 3:32
11. Used To (featuring Lil Wayne) – 4:28
12. 6 Man – 2:47
13. Now & Forever – 4:41
14. Company (featuring Travi$ Scott) – 4:12
15. You & the 6 – 4:24
16. Jungle – 5:20
17. 6PM in New York – 4:43
18. How About Now (bonus track) – 3:55
19. My Side (bonus track) – 4:40

## Classifiche
| Classifica (2015) | Posizione raggiunta |
| ----------------- | ------------------- |
| Australia         | 2                   |
| Canada            | 1                   |
| Regno Unito       | 3                   |
| Stati Uniti       | 1                   |